# Prefectura Autònoma Yi de Txuxiong
La Prefectura Autònoma Yi de Txuxiong (Xinès: 楚雄彝族自治州; pinyin: Chǔxióng Yízú Zìzhìzhōu) és una prefectura autònoma situada al centre de la província de Yunnan, a la Xina. Txuxiong té una àrea de 29,256 km². La capital de la prefectura és la ciutat de Txuxiong.

## Subdivisions
Hi ha una ciutat-xian i nou xians .
| Mapa                                                                                    | Mapa   | Mapa           | Mapa           | Mapa       | Mapa            | Mapa |
| --------------------------------------------------------------------------------------- | ------ | -------------- | -------------- | ---------- | --------------- | ---- |
| Chuxiong · (ciutat) Shuangbai Mouding Nanhua Yao'an Dayao Yongren Yuanmou Wuding Lufeng |        |                |                |            |                 |      |
| Nom                                                                                     | Xinès  | Hanyu Pinyin   | Població(2010) | Àrea (km²) | Densitat (/km²) |      |
| Ciutat-xian de Txuxiong                                                                 | 楚雄市 | Chǔxióng Shì   | 588,620        | 4,482      | 131             |      |
| Xian de Shuangbai                                                                       | 双柏县 | Shuāngbǎi Xiàn | 159,867        | 4,045      | 40              |      |
| Xian de Mouding                                                                         | 牟定县 | Móudìng Xiàn   | 208,726        | 1,494      | 140             |      |
| Xian de Nanhua                                                                          | 南华县 | Nánhuá Xiàn    | 236,138        | 2,343      | 101             |      |
| Xian de Yao'an                                                                          | 姚安县 | Yáo'ān Xiàn    | 197,676        | 1,803      | 110             |      |
| Xian de Dayao                                                                           | 大姚县 | Dàyáo Xiàn     | 273,315        | 4,146      | 66              |      |
| Xian de Yongren                                                                         | 永仁县 | Yǒngrén Xiàn   | 109,304        | 2,189      | 50              |      |
| Xian de Yuanmou                                                                         | 元谋县 | Yuánmóu Xiàn   | 215,795        | 1,803      | 120             |      |
| Xian de Wuding                                                                          | 武定县 | Wǔdìng Xiàn    | 271,963        | 3,322      | 82              |      |
| Xian de Lufeng                                                                          | 禄丰县 | Lùfēng Xiàn    | 422,770        | 3,631      | 116             |      |

## Demografia
Segons el cens,de 2010, Txuxiong té 2.684.000 habitants, i segons el cens de l'any 2000, hi havia 2.542.530 habitants, amb una densitat de població de 86.91 habitants/km².

### Grups ètnics de Txuxiong, cens del 2000
| Etnicitat | Població  | Percentatge |
| --------- | --------- | ----------- |
| Han       | 1.714.851 | 67,45%      |
| Yi        | 668.937   | 26,31%      |
| Lisu      | 51.553    | 2,03%       |
| Miao      | 41.077    | 1.62%       |
| Dai       | 20.514    | 0,81%       |
| Hui       | 20.189    | 0,79%       |
| Bai       | 15.251    | 0.6%        |
| Hani      | 5.376     | 0,21%       |
| Altres    | 4.782     | 0,18%       |

L'Almanac de la Prefectura de Txuxiong (1993:411) enumera els dos subgrups ètnics hani i les seves ubicacions respectives.
- Woni (窝尼) (al xian de Shuangbai i Chuxiong Ciutat): Fabiao 法脿, Dazhuang 大庄, Yulong 雨龙, Damaidi 大麦地 de Shuangbai Comtat
- Luomian (罗缅) (al xian de Wuding): Nigagu 尼嘎古[1]

La varietat de la llengua bai de Txuxiong és diferent de la de Dali, però totes dues són mútuament intel·ligibles (Almanac de la Prefectura de Txuxiong 1993:406)

### L'ètnia yi
L'ètnia yi es compon de nombrosos subgrups diversos. El Chuxiong Prefecture Ètnic Gazetteer (2013:361) enumera els 13 subgrups ètnics yis següents i els seus respectius autònims, exònims, i informació demogràfica.
| Subgrup        | Autònims                                         | Exònims                                                                  | Població | Ubicacions |
| -------------- | ------------------------------------------------ | ------------------------------------------------------------------------ | -------- | --- |
| Luoluo 罗罗    | Luoluopu 罗罗濮, Luoluoru 罗罗儒, Laluopu 腊罗濮 | White Yi 白彝族, Diga 底嘎族, Gaoshan 髙山族, Alu 阿鲁, Baijiaozi 白脚子 | 140,000  | Chuxiong 楚雄, Nanhua 南华, Yaoan 姚安, Dayao 大姚, Yanfeng 盐丰, Mouding 牟定, Yanxing 盐兴, Guangtong 广通, Shuangbai 双柏, etc. |
| Lipu 俚濮      | Lipu 俚濮, Maci 骂池濮                           | White Yi 白彝族, Li 黎族, Li 栗族, Maci 骂池族                           | 93,800   | Yongren 永仁, Yanfeng 盐丰, Dayao 大姚, Yuanmou 元谋, Luquan 禄劝, Wuding 武定, etc.                                               |
| Nuosu 诺苏     | Niesupu 聂苏濮                                   | Liangshan 凉山族, Black Yi 黑彝族, Home 蛮族, Mansan 蛮散族              | 1,643    | Yuanmou 元谋, Yongren 永仁, Wuding 武定, Luquan 禄劝, etc.                                                                         |
| Nasu 纳苏      | Nasupu 纳苏濮, Nisupu 尼苏濮                     | Black Yi 黑彝族, Ache 阿车族, Vermell Yi 红彝族, Luowu 罗武族            | 120,767  | Luquan 禄劝, Wuding 武定, Fumin 富民, Tianmou 天谋, Guangtong 广通, Mouding 牟定, Shuangbai 双柏, etc.                             |
| Shansu 山苏    | Shansuru 山苏儒                                  | Shesu 赊苏, Shansu 山苏                                                  | 37       | Shuangbai 双柏 |
| Chesu 车苏     | Chesuru 车苏儒                                   | Qisupu 气苏濮                                                            | 2,769    | Shuangbai 双柏 |
| Misaru 米撒儒  | Misaru 米撒儒                                    | Menghua 蒙化, Tuzu 土族, Tujia 土家                                      | 90       | Nanhua 南华, Yaoan 姚安 |
| Miqiepu 米切濮 | Miqiepu 米切濮                                   | Micha 密岔族                                                             | 7,785    | Wuding 武定, Luoci 罗次, Fumin 富民, Luquan 禄劝                                                                                   |
| Gesupu 格苏濮  | Gesupu 格苏濮                                    | Yi 彝族                                                                  | 6,753    | Yanfeng 盐丰, Wuding 武定 |
| Sani 撒尼      | Sanipu 撒尼濮                                    | Minglang 明朗族                                                          | 953      | Wuding 武定, Luquan 禄劝 |
| Shui Yi 水彝   | Popei 婆胚                                       | Shuitian White Yi 水田白彝, Shui Yi 水彝族                               | -        | Dayao 大姚, Yongren 永仁 |
| Naluo 纳罗     | Naluopu 纳罗濮, Aluopu 阿罗濮                    | Gan Yi 干彝族                                                            | 8,522    | Wuding 武定, Luquan 禄劝, Yuanmou 元谋                                                                                             |
| Gepu 葛濮      | Gepu 葛濮                                        | Gan Yi 甘彝族                                                            | 747      | Luquan 禄劝, Wuding 武定 |